# Putinga
Putinga är en kommun i Brasilien.   Den ligger i delstaten Rio Grande do Sul, i den södra delen av landet, 1 500 km söder om huvudstaden Brasília. Antalet invånare är 4 147.
I omgivningarna runt Putinga växer i huvudsak städsegrön lövskog. Runt Putinga är det glesbefolkat, med 19 invånare per kvadratkilometer.